# ماساناو غوتو
ماساناو غوتو (باليابانية: 後藤昌直؛ بالكانا: ごとう まさなお) هو طبيب ياباني، ولد في مارس 1857 في Mino Province ‏ في اليابان، وتوفي في 1908.